# Agusta A115
L'Agusta A115 era un elicottero biposto sviluppato come prototipo di maggiore velocità rispetto ai modelli precedenti e in grado comunque di atterrare in spazi limitati.
Questo modello fu la risposta italiana alla nascita negli Stati Uniti di elicotteri con maggiore autonomia.

## Tecnica
La configurazione di questo modello prevedeva una bolla anteriore con un traliccio posteriore con installato il rotore posteriore protetto, come in altri modelli, da un pattino.
L'elica bipala sovrastava la bolla in materiale plastico e ferroso, questo è stato il primo modello dell'Augusta ad avere portiere laterali.